# Équation de Poisson
Pour les articles homonymes, voir Poisson (homonymie).
 (décembre 2021).
Si vous disposez d'ouvrages ou d'articles de référence ou si vous connaissez des sites web de qualité traitant du thème abordé ici, merci de compléter l'article en donnant les références utiles à sa vérifiabilité et en les liant à la section « Notes et références ».
En analyse vectorielle, l'équation de Poisson (ainsi nommée en l'honneur du mathématicien et physicien français Siméon Denis Poisson) est l'équation aux dérivées partielles elliptique du second ordre suivante :
{\displaystyle \displaystyle \Delta \phi =f}
où {\displaystyle \displaystyle \Delta } est l'opérateur laplacien et {\displaystyle \displaystyle f} est une distribution généralement donnée.
Sur un domaine borné de {\displaystyle \mathbb {R} ^{N}} et de frontière régulière, le problème de trouver {\displaystyle \displaystyle \phi } à partir de {\displaystyle \displaystyle f} et satisfaisant certaines conditions aux limites appropriées est un problème bien posé : la solution existe et est unique.
Ce problème est important en pratique :
- En électrostatique, la formulation classique (voir Équation de Poisson-Boltzmann) exprime le potentiel électrique {\displaystyle \displaystyle V} associé à une distribution connue de charges {\displaystyle \displaystyle \rho } par la relation

{\displaystyle \Delta V=-{\rho  \over \varepsilon _{0}}.}
- En gravitation universelle, le potentiel gravitationnel {\displaystyle \displaystyle \Phi } est relié à la masse volumique {\displaystyle \displaystyle \rho } par la relation

{\displaystyle \displaystyle \Delta \Phi =4\pi \,G\,\rho }
- En mécanique des fluides, pour des écoulements incompressibles, la pression {\displaystyle p} est reliée au champ de vitesse {\displaystyle {\boldsymbol {u}}} par une équation de Poisson. Par exemple, en 2D, en notant les composantes du champ de vitesse {\displaystyle {\boldsymbol {u}}=(u_{x},u_{y})}, la relation s'écrit :

{\displaystyle \Delta p=-\rho \left(\left({\frac {\partial u_{x}}{\partial x}}\right)^{2}+2{\frac {\partial u_{x}}{\partial y}}{\frac {\partial u_{y}}{\partial x}}+\left({\frac {\partial u_{y}}{\partial y}}\right)^{2}\right),}
où {\displaystyle \rho } représente la masse volumique du fluide.

## Conditions aux limites
L'équation de Poisson étant insensible à l’ajout sur {\displaystyle \displaystyle \phi } d’une fonction satisfaisant l’équation de Laplace (ou une simple fonction linéaire par exemple), une condition aux limites est nécessaire pour espérer l'unicité de la solution : par exemple les conditions de Dirichlet, celles de Neumann, ou des conditions mixtes sur des portions de frontière.

## Équation de Poisson à deux dimensions
En coordonnées cartésiennes dans {\displaystyle \mathbb {R} ^{2}}, considérons un ouvert {\displaystyle \displaystyle \Omega }, une fonction {\displaystyle \displaystyle f} continue sur {\displaystyle \displaystyle \Omega } et une fonction {\displaystyle \displaystyle g} continue sur la frontière {\displaystyle \partial \Omega }. Le problème consiste à trouver une fonction de deux variables réelles {\displaystyle \varphi (x,y)} définie sur {\displaystyle \displaystyle \Omega } qui vérifie les deux relations :
{\displaystyle {\partial ^{2} \over \partial x^{2}}\varphi (x,y)+{\partial ^{2} \over \partial y^{2}}\varphi (x,y)=f(x,y)} sur {\displaystyle \displaystyle \Omega } et {\displaystyle \varphi =g} sur {\displaystyle \partial \Omega .}
Cette formulation est un modèle mathématique du problème statique d’une membrane élastique tendue et chargée (une peau de tambour) :
- {\displaystyle \displaystyle f} est la densité de charge (exprimée par exemple en Pa, ceci à un multiple près caractérisant les propriétés d’élasticité de la membrane) ;
- {\displaystyle \displaystyle g} est la cote (élévation verticale) le long de la frontière de fixation de la membrane ;
- la solution {\displaystyle \varphi (x,y)} indique la cote de la membrane dans {\displaystyle \displaystyle \Omega }.

## Formulation faible et solution
Soit {\displaystyle \displaystyle \Omega } un domaine ouvert et borné de {\displaystyle \mathbb {R} ^{N}} dont la frontière {\displaystyle \partial \Omega } est suffisamment régulière pour satisfaire le théorème de la divergence. Soit {\displaystyle \mathbf {n} } le vecteur normal à {\displaystyle \partial \Omega } et dirigé vers l’extérieur.
Soient {\displaystyle \displaystyle f} une fonction de {\displaystyle \displaystyle L^{2}(\Omega )}, puis {\displaystyle \displaystyle g} et {\displaystyle \alpha >0} des fonctions continues définies sur {\displaystyle \partial \Omega }.
On cherche une solution {\displaystyle \displaystyle \phi } pour chacun des problèmes suivants :
{\displaystyle \displaystyle -\Delta \phi =f} sur {\displaystyle \displaystyle \Omega }
satisfaisant l’une des conditions sur {\displaystyle \partial \Omega } :
1. {\displaystyle \displaystyle \phi =0}
2. {\displaystyle \nabla \phi \cdot \mathbf {n} =g} et {\displaystyle \int _{\Omega }\phi \,\mathrm {d} V=0} (pour fixer la constante additive d’indétermination)
3. {\displaystyle \nabla \phi \cdot \mathbf {n} +\alpha \phi =0}

Pour toute fonction {\displaystyle \displaystyle \psi } régulière, la relation
{\displaystyle {\mathrm {div} }(\psi \,\nabla \phi )=\nabla \phi \cdot \nabla \psi +\psi \Delta \phi }
et le théorème de la divergence impliquent
{\displaystyle \int _{\Omega }\nabla \phi \cdot \nabla \psi \,\mathrm {d} V=-\int _{\Omega }\psi \,\Delta \phi \,\mathrm {d} V+\int _{\partial \Omega }\psi \,\nabla \phi \cdot \mathbf {n} \,\mathrm {d} S.}
Si {\displaystyle \displaystyle \phi } est solution du problème précédent muni de la condition aux limites retenue, alors
1. {\displaystyle \int _{\Omega }\nabla \phi \cdot \nabla \psi \,\mathrm {d} V=\int _{\Omega }f\,\psi \,\mathrm {d} V}
2. {\displaystyle \int _{\Omega }\nabla \phi \cdot \nabla \psi \,\mathrm {d} V=\int _{\Omega }f\,\psi \,\mathrm {d} V+\int _{\partial \Omega }g\,\psi \,\mathrm {d} S}
3. {\displaystyle \int _{\Omega }\nabla \phi \cdot \nabla \psi \,\mathrm {d} V+\int _{\partial \Omega }\alpha \,\phi \,\psi \,\mathrm {d} S=\int _{\Omega }f\,\psi \,\mathrm {d} V}

En notant {\displaystyle a(\phi ,\,\psi )} le membre de gauche et {\displaystyle \displaystyle b(\psi )} celui de droite, la formulation faible consiste à :
- définir un espace vectoriel {\displaystyle \displaystyle H} approprié dans lequel {\displaystyle \displaystyle a(.,.)} et {\displaystyle \displaystyle b(.)} sont définies,
- rechercher {\displaystyle \displaystyle \phi \in H} tel que {\displaystyle a(\phi ,\,\psi )=b(\psi )} pour tout {\displaystyle \psi \in H}.

Si elle existe, la solution naturelle de ces formulations se trouve dans l’espace de Sobolev {\displaystyle \displaystyle H^{1}(\Omega )} muni de sa norme {\displaystyle \|\psi \|_{H^{1}}^{2}=\|\psi \|_{L^{2}}^{2}+\|\nabla \psi \|_{L^{2}}^{2}.}
En effet, pour chaque problème, {\displaystyle a(.,.)} est  une forme bilinéaire symétrique définie sur {\displaystyle H^{1}(\Omega )\times H^{1}(\Omega )}, et {\displaystyle b(.)} est une forme linéaire sur {\displaystyle \displaystyle H^{1}(\Omega )}.
Proposition — Soit {\displaystyle \displaystyle \Omega } un domaine ouvert et borné de {\displaystyle \mathbb {R} ^{N}} et de frontière {\displaystyle \partial \Omega } régulière (ou régulière par morceaux), {\displaystyle \displaystyle f} dans {\displaystyle \displaystyle L^{2}(\Omega )}, puis {\displaystyle \displaystyle g} et {\displaystyle \alpha >0} des fonctions continues définies sur {\displaystyle \partial \Omega }.
Alors les trois problèmes précédents possèdent une unique solution {\displaystyle \displaystyle \phi } dans {\displaystyle \displaystyle H^{1}(\Omega )} qui est caractérisée par la formulation faible correspondante mise en œuvre dans les espaces suivants :
1. {\displaystyle H=H_{0}^{1}(\Omega )} qui est l’adhérence dans {\displaystyle \displaystyle H^{1}(\Omega )} des fonctions indéfiniment dérivables et à support compact dans {\displaystyle \displaystyle \Omega .}
2. {\displaystyle H=\left\{\phi \in H^{1}(\Omega )\,|\int _{\Omega }\phi \,\mathrm {d} V=0\right\}.}
3. {\displaystyle \displaystyle H=H^{1}(\Omega ).}

## Résolution
Il y a diverses méthodes pour la résolution numérique. La méthode de relaxation, un algorithme itératif, est un exemple. Les méthodes basées sur les transformées de Fourier sont presque toujours utilisées en gravitation universelle.

## Considérations historiques et essais de résolution
L'équation de Poisson est une correction célèbre de l’équation différentielle de Laplace au second degré pour le potentiel :
{\displaystyle \nabla ^{2}\phi =-4\pi \rho \;,}
On appelle aussi cette équation : l'équation de la théorie du potentiel publiée en 1813. Si une fonction d’un point donné ρ = 0, nous obtenons l’équation de Laplace :
{\displaystyle \nabla ^{2}\phi =0\;.}
En 1812, Poisson découvrit que cette équation n’est valide que hors d’un solide. Une preuve rigoureuse pour les masses avec une densité variable fut d’abord donnée par Carl Friedrich Gauss en 1839. Les deux équations ont leurs équivalents en analyse vectorielle. L’étude des champs scalaires φ d’une divergence[Quoi ?] donne :
{\displaystyle \nabla ^{2}\phi =\rho (x,y,z)\;.}
Par exemple, une équation de Poisson pour un potentiel électrique en surface Ψ, qui montre sa dépendance de la densité d’une charge électrique ρe dans une place particulière :
{\displaystyle \nabla ^{2}\Psi ={\partial ^{2}\Psi  \over \partial x^{2}}+{\partial ^{2}\Psi  \over \partial y^{2}}+{\partial ^{2}\Psi  \over \partial z^{2}}=-{\rho _{e} \over \varepsilon \varepsilon _{0}}\;.}
La distribution d’une charge dans un fluide est inconnue et nous devons utiliser l’équation de Poisson-Boltzmann :
{\displaystyle \nabla ^{2}\Psi ={n_{0}e \over \varepsilon \varepsilon _{0}}\left(e^{e\Psi (x,y,z) \over k_{B}T}-e^{-e\Psi (x,y,z) \over k_{B}T}\right)\;,}
ce qui, dans la plupart des cas, ne peut être résolu analytiquement, mais seulement pour des situations particulières. En coordonnées polaires, l’équation de Poisson-Boltzmann s'écrit :
{\displaystyle {1 \over r^{2}}{d \over dr}\left(r^{2}{d\Psi  \over dr}\right)={n_{0}e \over \varepsilon \varepsilon _{0}}\left(e^{e\Psi (r) \over k_{B}T}-e^{-e\Psi (r) \over k_{B}T}\right)\;,}
laquelle ne peut pas non plus être résolue analytiquement. Même si le champ φ n’est pas scalaire, l’équation de Poisson est valide, comme elle peut l’être par exemple dans un espace de Minkowski à quatre dimensions :
{\displaystyle \square \phi _{ik}=\rho (x,y,z,ct)\;.}
Si ρ(x, y, z) est une fonction continue et si pour r→∞ (ou si un point 'se déplace' à l’infini) une fonction φ va à 0 suffisamment rapidement, une solution à l’équation de Poisson est le potentiel newtonien d’une fonction ρ(x, y, z) :
{\displaystyle \phi _{M}=-{1 \over 4\pi }\int {\rho (x,y,z)dv \over r}\;,}
où r est une distance entre l’élément avec le volume dv et le point M. L’intégration parcourt la totalité de l’espace. L’intégrale de Poisson en résolvant la fonction de Green pour le Problème de Dirichlet de l’équation de Laplace, si le cercle est le domaine étudié :
{\displaystyle \phi (\xi ,\eta )={1 \over 2\pi }\int _{0}^{2\pi }{R^{2}-\rho ^{2} \over R^{2}+\rho ^{2}-2R\rho \cos(\psi -\chi )}\phi (\chi )d\chi \;,}
où :
{\displaystyle \xi =\rho \cos \psi \;,\quad \eta =\rho \sin \psi \;.}
φ(χ) est une fonction prescrite sur une ligne circulaire, qui définit les conditions aux limites de la fonction requise φ de l’équation de Laplace. De la même manière nous définissons la fonction de Green pour le problème de Dirichlet pour l’équation de Laplace {\displaystyle {\vec {\nabla }}^{2}\phi =0} dans l’espace, pour un domaine constitué d’une sphère de rayon R. Cette fois la fonction de Green est:
{\displaystyle G(x,y,z;\xi ,\eta ,\zeta )={1 \over r}-{R \over r_{1}\rho }\;,}
où : {\displaystyle \rho ={\sqrt {\xi ^{2}+\eta ^{2}+\zeta ^{2}}}} est une distance d’un point (ξ, η, ζ) depuis le centre d’une sphère, r une distance entre des points (x, y, z), (ξ, η, ζ), r1 est une distance entre le point (x, y, z) et le point (Rξ/ρ, Rη/ρ, Rζ/ρ), symétrique au point (ξ, η, ζ). L’intégrale de Poisson est maintenant de la forme:
{\displaystyle \phi (\xi ,\eta ,\zeta )={1 \over 4\pi }\int \!\!\!\int _{S}{R^{2}-\rho ^{2} \over Rr^{3}}\phi ds\;.}